# Вонко
Вонко или Ванко (алб. Wonko, греч. Βογκόης) — правитель Артского деспотата в 1399/1400 – 1401 гг. в эпоху политической нестабильности в регионе, узурпатор. Изгнал с престола Арты Сгура Буа Шпату и контролировал столицу деспотата до конца 1401 года, когда племяннику Сгура Мурику Буа Шпате удалось вернуть город.

## Биография
О Вонко практически ничего не известно. Он упоминается в греческой монашеской хронике «Хроника Проток и Комнина», а также в «Хроника Янина» из монастыря Пантелеймона в Янине.
В 1399 или 1400 году правитель Артского деспотата Гин Буа Шпата умер, завещав престол своему брату Сгуру Шпате. Сгур прибыл в Арту и принял власть в государстве. Однако через несколько дней Вонко напал и изгнал Сгура. Вонко начал свое правление с репрессий. Так, например, известно, что он сажал в темницу албанских вождей, старейшин и проводил конфискацию их имущества. Он также плохо обращался с гражданами Арты, и известны случаи, когда они просили о помощи Республику Венецию. Более того, свергнутый с престола Сгур Буа Шпата захватил у Вонко крепости Ангелокастрон и Лепанто.
Таким образом, Вонко был настолько ослаблен, что к концу 1401 года племянник Сгура Мурик Шпата при поддержке Венеции напал на Арту, и без труда захватил ее. О дальнейшей судьбе Вонко ничего не известно.